# Kurland (Wassiljewka)
Kurland, früher auch Curland (russisch Васильевка Wassiljewka), ist ein verlassener Ort im Rajon Osjorsk in der russischen Oblast Kaliningrad im historischen Ostpreußen.

## Geographische Lage
Wassiljewka bzw. Kurland lag westlich der Stadt Osjorsk (Darkehmen, 1938–1945 Angerapp) etwa vier Kilometer südlich von Nowostrojewo (Trempen) an der heutigen Kommunalstraße 27K-161, welche nach Saosjornoje (Kowarren, 1938–1945 Kleinfriedeck) an der Regionalstraße 27A-027 (ex R 508) führt. Bis 1945 bestand über Trempen Bahnanschluss an die Insterburger Kleinbahnen, die von dort bis nach Insterburg fuhren.

## Geschichtliches
Das ehemals „Curland“ genannte Gutsdorf zählte im Jahre 1818 lediglich 59 Einwohner, konnte deren Zahl aber bis 1863 auf 96 steigern. Am 6. Mai 1874 war Curland eine der zehn Kommunen, die den neu errichteten Amtsbezirk Ernstburg bildeten. Er gehörte bis 1945 zum Kreis Darkehmen (1938 Kreis Angerapp, 1939–1945 Landkreis Angerapp) im Regierungsbezirk Gumbinnen der preußischen Provinz Ostpreußen.
Am 30. September 1928 gab Kurland seine Selbständigkeit auf und schloss sich mit Ernstburg und Ernstburger Wald zur neuen Landgemeinde Ernstburg (russisch: Sady) zusammen.
1945 kam das Dorf mit dem nördlichen Ostpreußen zur Sowjetunion und erhielt 1950 den neuen Namen Wassiljewka. Gleichzeitig wurde der Ort in den Dorfsowjet Nowostrojewski selski Sowet (okrug) eingeordnet. Im Ortsverzeichnis der Oblast Kaliningrad von 1976 wurde der Ort noch als existent aufgeführt, auf Karten aus den 1980er Jahren ist er nicht mehr verzeichnet.

## Kirche
Mit seiner überwiegend evangelischen Bevölkerung war Kurland vor 1945 in das Kirchspiel Trempen eingepfarrt. Es gehörte zum Kirchenkreis Darkehmen (1938–1945 Angerapp) in der Kirchenprovinz Ostpreußen der Kirche der Altpreußischen Union.